# 南蒂茹卡斯
南蒂茹卡斯是巴西巴拉那州的一个市镇。总面积672.197平方公里，总人口13633人，人口密度20.3人/平方公里。